# Frank R. Reid

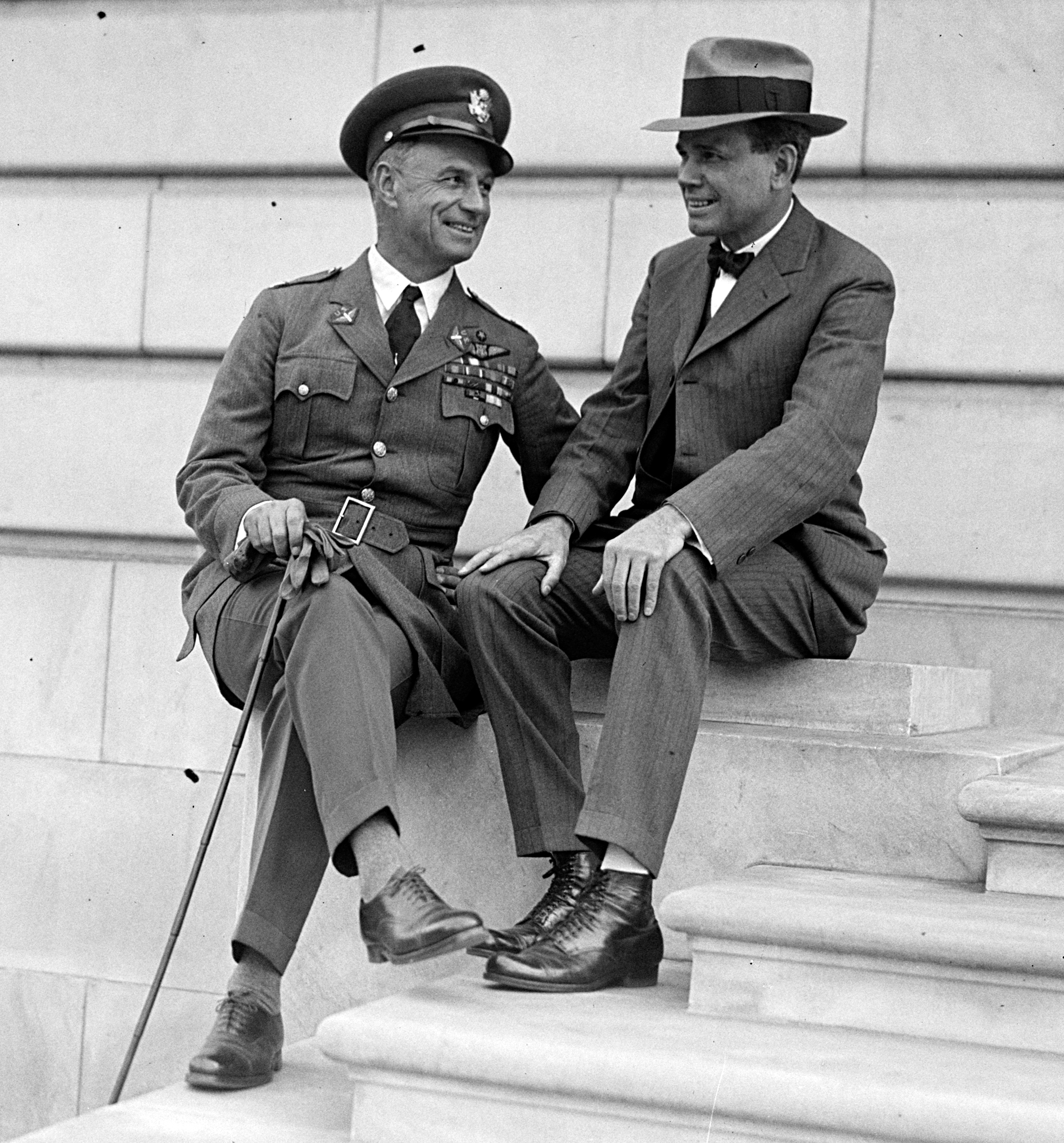
Frank R. Reid (rechts) mit Billy Mitchell (1925)

Frank R. Reid (* 18. April 1879 in Aurora, Illinois; † 25. Januar 1945 ebenda) war ein US-amerikanischer Politiker. Zwischen 1923 und 1935 vertrat er den Bundesstaat Illinois im US-Repräsentantenhaus.

## Werdegang
Frank Reid besuchte die öffentlichen Schulen seiner Heimat und studierte danach an der University of Chicago. Nach einem anschließenden Jurastudium am Chicago College of Law und seiner 1901 erfolgten Zulassung als Rechtsanwalt begann er in Aurora in diesem Beruf zu arbeiten. Zwischen 1904 und 1908 war er als Staatsanwalt tätig. In den Jahren 1908 bis 1910 war er stellvertretender Bundesstaatsanwalt für Chicago. Gleichzeitig schlug er als Mitglied der Republikanischen Partei eine politische Laufbahn ein. In den Jahren 1911 und 1912 saß Reid als Abgeordneter im Repräsentantenhaus von Illinois; von 1914 bis 1916 fungierte er als Bezirksvorsitzender der Republikaner im Kane County. Danach war er in den Jahren 1916 und 1917 Sekretär des Städtetags von Illinois.
Bei den Kongresswahlen des Jahres 1922 wurde Reid im elften Wahlbezirk von Illinois in das US-Repräsentantenhaus in Washington, D.C. gewählt, wo er am 4. März 1923 die Nachfolge von Ira Clifton Copley antrat. Nach fünf Wiederwahlen konnte er bis zum 3. Januar 1935 sechs Legislaturperioden im Kongress absolvieren. Von 1925 bis 1931 war er Vorsitzender des Ausschusses für Hochwasserschutz. Seit 1933 wurden die ersten der New-Deal-Gesetze der Bundesregierung unter Präsident Franklin D. Roosevelt verabschiedet, denen Reids Partei eher ablehnend gegenüberstand. Im Jahr 1934 verzichtete er auf eine weitere Kandidatur.
1925 übernahm er die Verteidigung von General Billy Mitchell in dessen Kriegsgerichtsprozess. In dem 1955 erschienenen Film Verdammt zum Schweigen, der auf diesem Verfahren basiert, wird Reid von Ralph Bellamy dargestellt.
Nach dem Ende seiner Zeit im US-Repräsentantenhaus praktizierte Frank Reid als Anwalt in Aurora und Chicago. Er starb am 25. Januar 1945 in Aurora.